# Paul Dirac

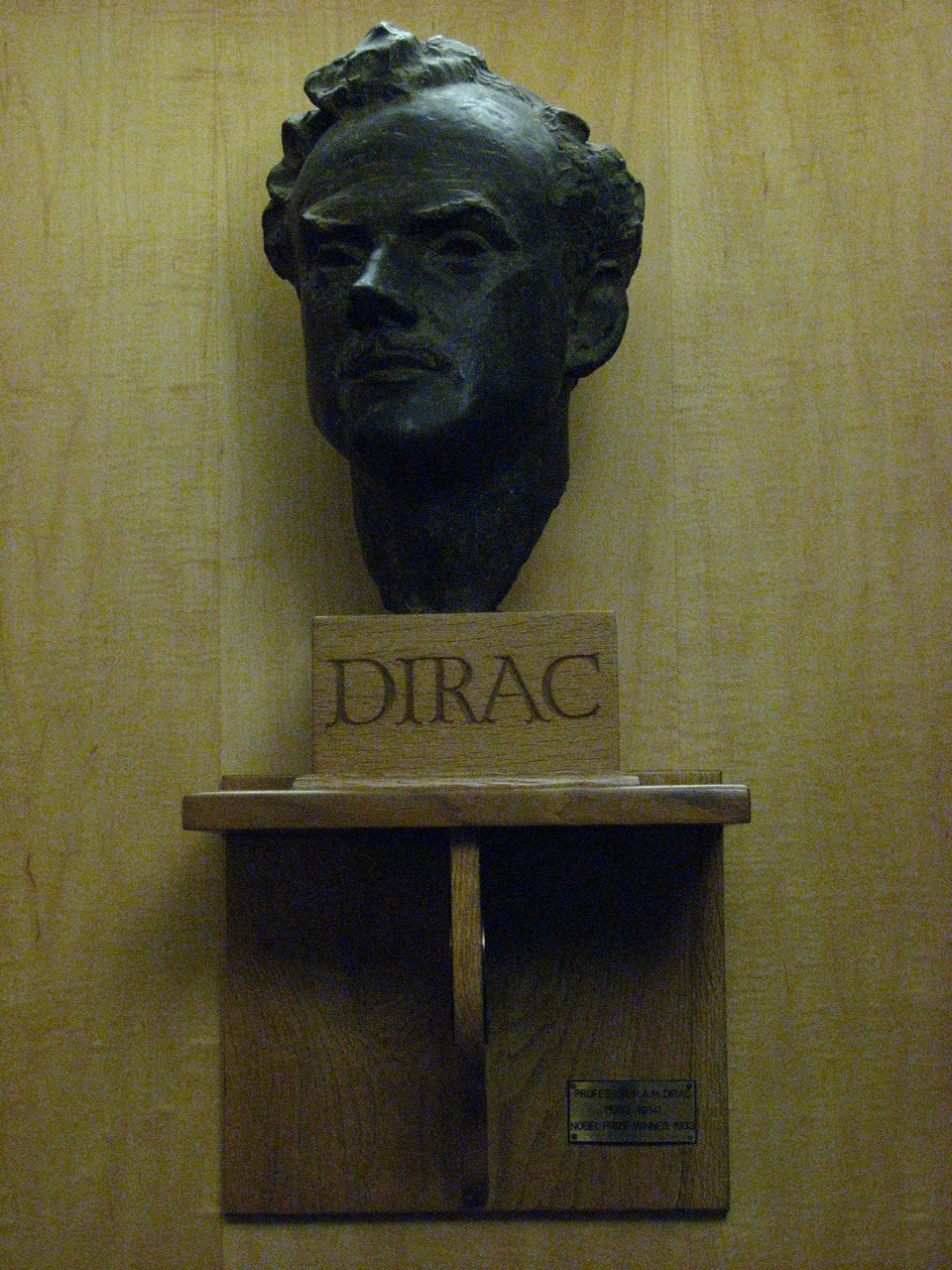
Mellszobra Cambridge-ben

Paul Adrien Maurice Dirac (Bristol, Anglia, 1902. augusztus 8. – Tallahassee, Florida, USA, 1984. október 20.) brit Nobel-díjas fizikus, a kvantummechanika egyik megalapozója, Wigner Jenő sógora.
A relativisztikus kvantummechanika alapegyenletének, a Dirac-egyenletnek a megalkotója. Az egyenletből arra következtetett, hogy léteznie kell az elektron pozitív töltésű antirészecskéjének. Ezt pozitronnak nevezte el.

## Élete
Paul Dirac Angliában született, Bristolban. Apja, Charles Dirac, aki emigrált a svájci Wallis kantonból, és foglalkozásszerűen franciát tanított. Anyja eredetileg cornwalli volt, egy tengerész lánya. Paulnak egy bátyja és egy húga volt. Gyermekkora valószínűleg boldogtalan lehetett szokatlanul szigorú és tekintélytisztelő természete miatt, de erről soha nem beszélt. Középiskoláját a Merchant Venturers Technical College-ban végezte, mely a Bristoli Egyetemhez kapcsolódó intézmény volt, melyben hangsúlyosak voltak a természettudományos tárgyak és a modern nyelvek. Ez egészen furcsa volt abban az időben, amikor, a brit középfokú oktatás többnyire a klasszikus műveltséget hangsúlyozta, és olyan dolog, amelyre Dirac hálával gondolhatott.
Dirac villamosmérnöknek tanult a Bristoli Egyetemen, 1921-ben végzett. Miután rövid ideig mérnökként dolgozott, elhatározta, hogy a matematikai tudományokkal fog foglalkozni. Bristolban matematikai fokozatot szerzett 1923-ban, és lehetőséget kapott, hogy a cambridge-i St. Johns College-ban kutasson, ott is maradt élete nagy részében. A Cambridge-i Egyetemen kezdett el érdeklődni az általános relativitáselmélet és a születőben levő kvantummechanika iránt. Ralph Fowler irányításával dolgozott.
1937-ben vette feleségül Wigner Margitot (1904–2002), Wigner Jenő testvérét. Örökbe fogadta felesége első házasságából származó két gyermekét, akik közül Gabriel Andrew Dirac (1925–1984) matematikus lett, fontos gráfelméleti tételek szerzője.
Dirac 1932-től 1969-ig a matematika Lucasian professzora volt a Cambridge-i Egyetemen. Utolsó éveit a Florida State Universityn (FSU) a floridai Tallahassee-ben töltötte. Itt is temették el.

## Munkássága
1926-ban kifejlesztette a kvantummechanika egy olyan változatát, mely egybefoglalta Werner Heisenberg „mátrixmechanikáját” és Erwin Schrödinger „hullámmechanikáját” egyetlen matematikai formalizmusba, melyben a Hilbert-térnek a fizikai rendszert leíró vektoraira ható operátorok feleltek meg a mérhető mennyiségeknek. Erre a kvantumelméletet megtermékenyítő munkájáért adták meg számára Cambridge-ben a PhD fokozatot.
1928-ban Wolfgang Pauli nemrelativisztikus spin-rendszerekkel kapcsolatos munkájára építve megtalálta a Dirac-egyenletet, az elektron viselkedését leíró relativisztikus egyenletet. Ez az egyenlet vezette, amikor megjósolta a pozitront, az elektron antirészecskéjét. A pozitront fel is fedezte Carl David Anderson 1932-ben a kozmikus sugárzásban. Az egyenletnek egy másik fontos tulajdonsága is volt, a spint nem külön kellett beletenni az egyenletbe, ahogy a korábbi esetekben, hanem az egyenletéből kijött. 1930-ban megjelent A kvantummechanika alapjai (Principles of Quantum Mechanics) című műve a mai napig használatos alapvető tankönyv lett. Ebben vezette be a braket-jelölést, melyben |ψ>, ket, jelöli a rendszer Hilbert-térbeli állapotvektorát, és <ψ|, bra, a duális vektorát. <ψ|ψ> jelöli a belső szorzatot. Dirac ugyanekkor vezette be a Dirac-delta függvényt. 1931-ben Dirac megmutatta, hogy magányos mágneses monopólusok léte elegendő lenne az elektromos töltés megfigyelt kvantáltságának magyarázatára. Ez a felvetés nagy figyelmet kapott, viszont a mai napig sem sikerült kimutatni mágneses monopólus létezését. 1933-ban megosztott fizikai Nobel-díjat kapott Erwin Schrödingerrel „az atomelmélet új hatékony formáinak felfedezéséért”.

## Emlékezete
- Az FSU Dirac–Hellman-díját az ő tiszteletére alapította dr. Bruce Hellman, Dirac utolsó PhD hallgatója 1997-ben FSU-beli kutatók kiemelkedő elméleti munkájának elismerésére.
- Emléktábláját 1995-ben leplezték le a londoni Westminsteri apátságban.